# Jopie Selbach
Jopie Selbach   (Haarlem, 27 de juliol de 1918 - Zoetermeer, 30 d'abril de 1998) va ser una nedadora neerlandesa que va competir durant la dècada de 1930.
El 1934 guanyà la medalla d'or en els 4×100 metres lliures del Campionat d'Europa de natació de Magdeburg. Dos anys més tard, als Jocs Olímpics de Berlín, guanyà la medalla d'or en la competició dels 4×100 metres lliures del programa de natació. Formà equip amb Rie Mastenbroek, Willy den Ouden i Tini Wagner.